# Kabinet van de Koning (Nederland)
Het Kabinet van de Koning (vroeger: Kabinet des Konings dan wel Kabinet der Koningin) is het ambtelijke secretariaat van de Nederlandse koning dat fungeert als schakel tussen het staatshoofd en de ministers. Het Kabinet van de Koning ondersteunt de Koning bij zijn taken als lid van de regering. Die taak komt onder meer tot uiting bij de ondertekening en archivering van officiële staatsstukken, zoals wetten en koninklijke besluiten. Daarnaast vervult het Kabinet taken op het gebied van de verzoekschriften en gratieverzoeken en bij het vaststellen van de agenda van de Koning.

## Taken en bevoegdheden
Het Kabinet van de Koning heeft de volgende taken:
- Ambtelijke ondersteuning aan de Koning bij de uitvoering van zijn staatsrechtelijke taken.
- Ter tekening voorleggen van alle regeringsstukken die de handtekening van de Koning vereisen, zoals wetten, Koninklijke Besluiten en verdragen. Ook tijdens verblijf van het staatshoofd in het buitenland (staatsbezoeken, vakanties) worden dringende stukken ter tekening aan hem voorgelegd.
- Bewaren van de originelen van wetten, Koninklijke Besluiten en andere regeringsstukken.
- Schakel tussen het staatshoofd en de ministers.
- Afhandeling van verzoekschriften van burgers en gratieverzoeken die aan de Koning zijn gericht.
- Voorbereiding en begeleiding bij het beëdigen van hoge functionarissen.
- Voorbereiding gesprekken en andere contacten van de Koning.
- Voorbereiding bezoeken en ontvangsten door de Koning
- Ondersteuning van de Koning bij kabinetsformaties als hij geïnformeerd wordt door de voorzitter van de Tweede Kamer, voorzitter van de Eerste Kamer, Vicepresident van de Raad van State en de informateur en de formateur over het verloop van de formatie. Bekendmaking gebeurt via de Rijksvoorlichtingsdienst.

## Positie
Het Kabinet van de Koning is een orgaan van de Rijksoverheid, dat uit rijksmiddelen wordt gefinancierd. Het is geen deel van de hofhouding en is geen onderdeel van een van de ministeries. Er was dan ook geen minister die hiërarchisch gezien de 'baas' was van het Kabinet. In maart 2003 ontstond in de Tweede Kamer een discussie over de ministeriële verantwoordelijkheid voor het Kabinet, mede naar aanleiding van de Margarita-affaire. Toen is aangedrongen op een betere regeling hiervoor en sindsdien valt het Kabinet van de Koning onder de minister-president. Daarmee valt het Kabinet onder de ministeriële verantwoordelijkheid van de minister-president, die eveneens bestuurlijke verantwoordelijkheid voor de Koning heeft.
Er is een apart hoofdstuk van de Nederlandse Rijksbegroting (Hoofdstuk III) waarin jaarlijks de inkomsten en uitgaven van het Kabinet worden vastgelegd.

## Het Kabinet van de Koning en de openbaarheid van bestuur
Voor bestuursorganen in Nederland geldt de Wet open overheid (Woo).
De Raad van State heeft een uitzondering gemaakt voor de correspondentie die tussen Koning en Ministerraad gevoerd wordt en in het Kabinet van de Koning berust. De Raad van State beschouwt het Kabinet van de Koning niet als een bestuursorgaan. Ook correspondentie tussen de Prins van Oranje en het Kabinet van de Koning valt volgens de bestuursrechter niet onder de Woo.

## Geschiedenis
In de beginjaren van het (Verenigd) Koninkrijk der Nederlanden was een Staatssecretarie, die belast was met de uitgifte van Koninklijke besluiten en wetten. Het privé-secretariaat van de koning droeg toen de naam Kabinet des Konings.
Koning Willem II voegde deze twee organen samen bij Koninklijk Besluit van 22 december 1840, dat inging per 1 januari 1841. Dit was het begin van het Kabinet des Konings in de huidige betekenis. Het nieuwe Kabinet des Konings (zoals de naam luidde) nam de taken over van de staatssecretarie.
In 1842 werd een ministerraad ingesteld. Dit vloeide voort uit de invoering van de ministeriële verantwoordelijkheid, waarbij ministers in juridische zin verantwoordelijk werden voor beleidsdaden. Sindsdien overlegden de ministers vrijwel wekelijks in de ministerraad, in enkele gevallen in aanwezigheid van de koning. Het Kabinet des Konings verzorgde de secretariële werkzaamheden van de ministerraad; de directeur van het Kabinet was secretaris van de ministerraad. Vanaf 1862 vervulde hij deze rol alleen nog als de koning de vergadering zelf bijwoonde, wat Kabinetsraad wordt genoemd.
In de periode 1841-1868 vervulde de directeur van het Kabinet des Konings ook een belangrijke rol bij het aanzoeken van ministers en later (na 1848) bij de kabinetsformatie.

## Directeuren
- Anthony Gerhard Alexander van Rappard, 1 januari 1841 - 20 januari 1854
- Frits de Kock, 14 januari 1854 - januari 1868
- Willem van Heeckeren van Kell, februari 1868 - 11 november 1877
- Jean Alewijn, 23 november 1878 - 24 maart 1893
- Pieter Gevers Deynoot, oktober 1894 - 1 juli 1899
- Petrus Vegelin van Claerbergen, 19 juli 1899 - 31 augustus 1910
- Jan Arend de Vos van Steenwijk, 1 september 1910 - 1 maart 1921
- George van Tets van Goudriaan, 1 maart 1921 - 15 oktober 1945
- Marie Anne Tellegen, oktober 1945 - 1 juli 1959
- Frits Röell, juli 1959 - 1 augustus 1968
- Fusina de Graaff, oktober 1968 - 1 september 1984
- Wilhelm Quarles van Ufford, 1 januari 1984 - 1991
- Felix Rhodius, 1991 - 1 september 2006
- Paul Schellekens, 1 september 2006 - 1 juli 2012
- Chris Breedveld, 1 juli 2012 - 1 augustus 2019
- Christoffer Jonker, 1 augustus 2019 - heden

## Huisvesting
Het kantoor van het Kabinet van de Koning was op het Binnenhof totdat het in 1914 verhuisde naar het Huis van Pauw op de Korte Vijverberg 3. Na een onderbreking door de oorlog keerde het Kabinet der Koningin terug op de Korte Vijverberg.